# Údolí Motýlů

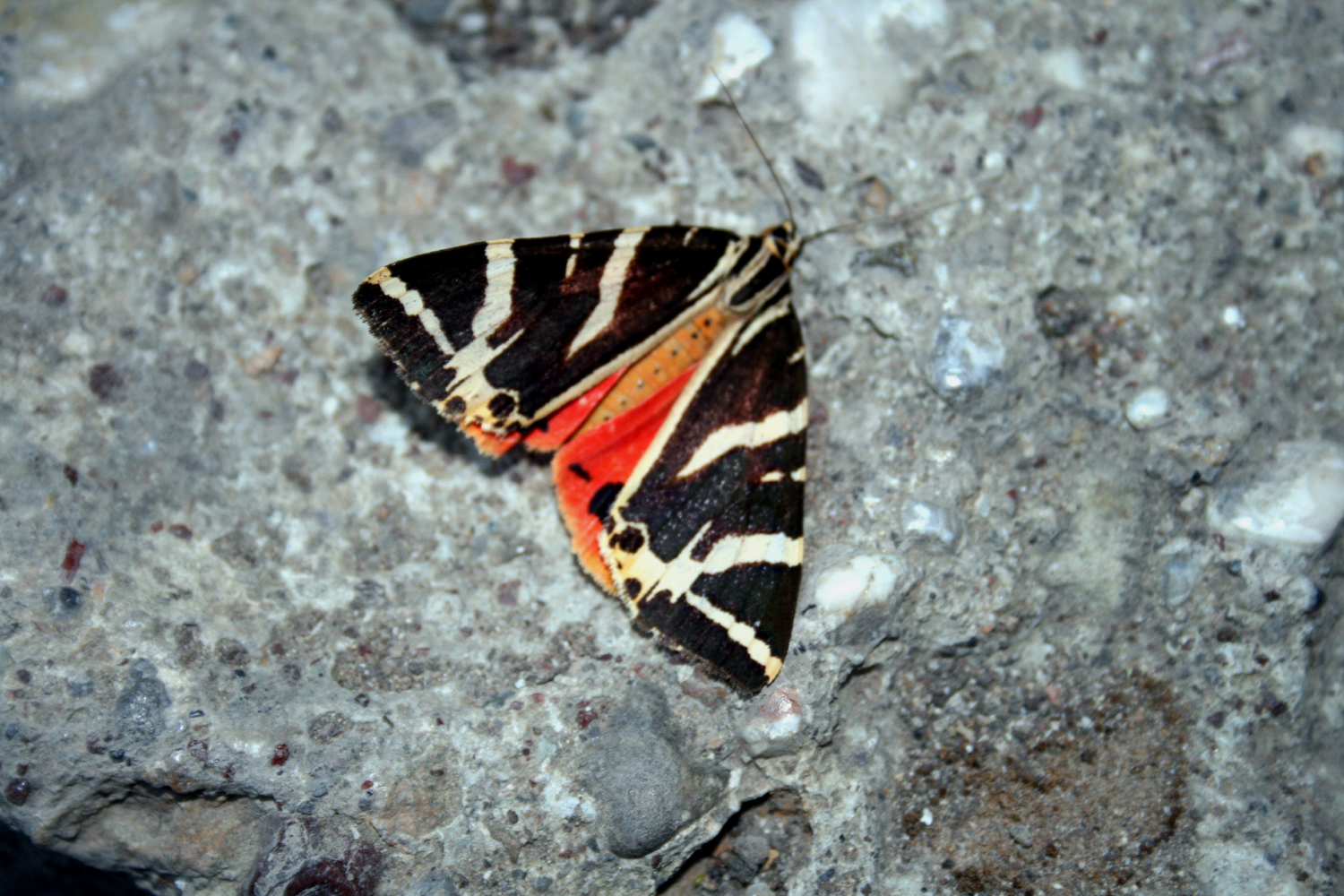
Přástevník kostivalový

Údolí motýlů (řecky Petaloúdes) je úzké, asi 5 km dlouhé zelené údolí u vesnice Epano Kalamon v obecní jednotce Petaloudes, jež se nachází v severní části ostrova Rhodos, který patří do skupiny ostrovů nazývané Dodekany.
Údolí vytvořené potokem, který na rozdíl od řady jiných rhodských toků údajně nikdy nevysychá, bývá v měsících červenci a srpnu domovem tisíců motýlů druhu přástevník kostivalový (Panaxia či Euplagia či Callimorpha quadripunctaria ), kteří se sem uchylují v době páření. Láká je sem zřejmě zlatavá pryskyřice stromů druhu ambroň východní (Liquidambar orientalis), jež voní po vanilce. Množství motýlů v posledních letech citelně klesá, jelikož je z údolí vyhání neustálý proud návštěvníků, kteří je ruší. Pro zmíněné návštěvníky je přístupná asi 1 km dlouhá část údolí, jíž vede poznávací stezka. Na jejím horním konci se nachází venkovský kostelík Moní Panagías Kalópetras z roku 1782, odkud je nádherný výhled do kraje. Na dolním konci přístupné části se v bývalém mlýně nachází muzeum motýlů celého světa.